# UTC+8:30

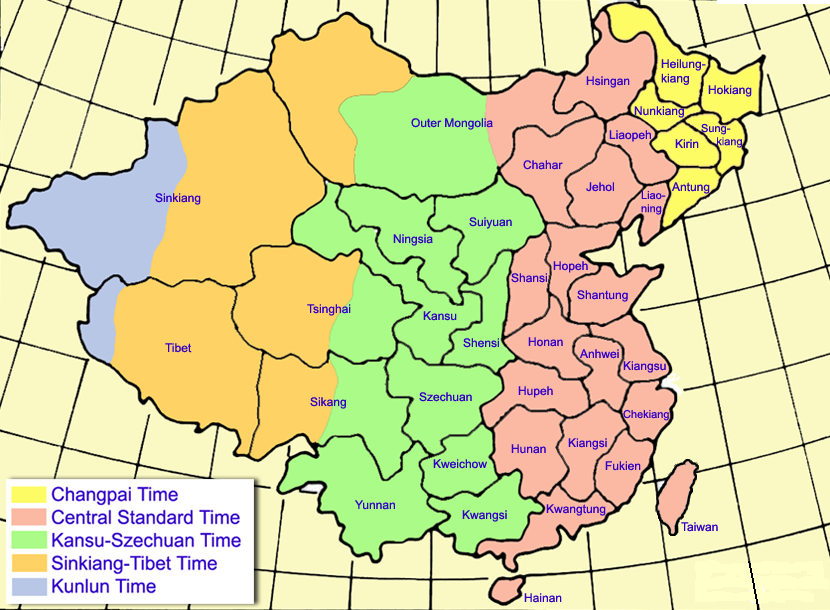
Жёлтым показан Чанбайшаньский часовой пояс в Китае (1912—1949 года).

UTC+8:30 — в настоящее время неиспользуемый часовой пояс.

## История
Время, примерно соответствующее UTC+8:30, применялось в Благовещенске до введения в России системы часовых поясов.
Также данный часовой пояс применялся с 1912 по 1949 годы на северо-востоке Китая (провинции Хэйлунцзян, Хоцзян, Цзилинь, Нэньцзян, Сунцзян, Аньдун) под названием «Чанбайский часовой пояс» (長白時區). С 1954 по 1964 гг. применялся в качестве стандартного времени на территории Южной Кореи, но было «откручено» обратно в 1964 году, чтобы оно совпадало с часами американских вооруженных сил, размещённых на юге Корейского полуострова.
15 августа 2015 года в 70-ю годовщину освобождения Кореи от японского колониализма КНДР вернула себе «пхеньянское время». После аннексии Кореи в 1910 году японцы ввели в Корее «токийское время», и с тех пор Корейский полуостров находился в одном часовом поясе со всей Японией. Северная Корея решила вернуть себе время, которое было в Корее до прихода японцев с разницей в полчаса.
Часовой пояс UTC+8:30 круглогодично применялся в КНДР с 15 августа 2015 года по 4 мая 2018 года.
29 апреля 2018 года парламент КНДР постановил, что страна возвращается в часовой пояс UTC+9:00. С 00:00 5 мая 2018 года обе Кореи пользуются одним и тем же временем.